# Jawornik Polski (gromada)
Jawornik Polski – dawna gromada, czyli najmniejsza jednostka podziału terytorialnego Polskiej Rzeczypospolitej Ludowej w latach 1954–1972.
Gromady, z gromadzkimi radami narodowymi (GRN) jako organami władzy najniższego stopnia na wsi, funkcjonowały od reformy reorganizującej administrację wiejską przeprowadzonej jesienią 1954 do momentu ich zniesienia z dniem 1 stycznia 1973, tym samym wypierając organizację gminną w latach 1954–1972.
Gromadę Jawornik Polski z siedzibą GRN w Jaworniku Polskim utworzono – jako jedną z 8759 gromad na obszarze Polski – w powiecie rzeszowskim w woj. rzeszowskim na mocy uchwały nr 32/54 WRN w Rzeszowie z dnia 5 października 1954. W skład jednostki weszły obszary dotychczasowych gromad Jawornik Polski, Jawornik Przedmieście i Szklary ze zniesionej gminy Hyżne w tymże powiecie. Dla gromady ustalono 27 członków gromadzkiej rady narodowej.
Gromada przetrwała do końca 1972 roku, czyli do kolejnej reformy gminnej, po czym obszar zniesionej zlikwidowanej gromady Jawornik Polski włączono do powiatu przeworskiego w tymże województwie. 1 stycznia 1973 w powiecie przeworskim utworzono gminę Jawornik Polski.